# Głaz (Pędziwiatry)
Głaz – przysiółek wsi Pędziwiatry położony w województwie łódzkim, powiecie wieruszowskim, gminie Galewice.
Przez miejscowość przepływa Struga Węglewska.
Przed 1939 w Głazie funkcjonował zakład poprawczy.
W latach 1975–1998 Głaz należał administracyjnie do województwa kaliskiego.
W miejscowości znajduje się Dom Wczasów Dziecięcych Towarzystwa Przyjaciół Dzieci w Głazie. Z terenu rekreacyjnego ośrodka korzystają także turyści. W dolinie Strugi Węglewskiej przy ośrodku znajduje się niewielki, sztuczny zbiornik wodny (ok. 0,40 ha), na którym można korzystać z aktywnej rekreacji, dostępny jest rekreacyjny sprzęt wodny. Przy ośrodku hodowane są konie, głównie dla potrzeb rehabilitacji dzieci. Przez miejscowość przebiega pomarańczowy szlak konny "Głaz". W okolicy znajdują się dwa rezerwaty przyrody "Orła Bielika" i "Paproci Długosz Królewskich".
Według Słownika geograficznego Królestwa Polskiego i innych krajów słowiańskich, tom II, w roku 1827 w miejscowości znajdował się folwark, 5 domów, żyło 40 mieszkańców. Tak jak dziś leżała w obrębie gminy Galewice. W kościele rzymskokatolickim mieszkańcy tej miejscowości przynależeli ówcześnie do parafii Cieszęcin. W 1890 r. folwark w Głazie wchodził w skład dóbr Węglewic (pop. Węglowic).
Głaz objęty jest obwodem statystycznym nr 24267001; rejon 242640; leży w obrębie Pędziwiatry. Przez miejscowość przebiega droga nr 04709E biegnąca z Galewic do Biadaszek. Liczne w okolicy lasy podlegają kompetencji Regionalnej Dyrekcji Lasów Państwowych w Poznaniu.